# Morire è un po' partire
Morire è un po' partire (Every bet's a sure thing) è un romanzo di Thomas B. Dewey, con protagonista l'investigatore privato Mac. È stato pubblicato nel 1953. 

## Trama
Il compito affidatogli da un'agenzia investigativa sembra facile: tener d'occhio una donna e i suoi due bambini durante un lungo viaggio da Chicago a Los Angeles. Il suo lavoro però finirà con l'essere molto diverso da quanto previsto: a tutte le fermate del treno la donna va alla ricerca di una cabina telefonica dalla quale telefonare a qualcuno. Appena riesce per salire sul treno, entra un uomo il quale invece non telefona. E il serrato pedinamento non è privo di rischi. Chi lo ha preceduto nel compito di seguire la donna è stato fatto fuori sulla tratta New York-Chicago e lo stesso Mac rischia la vita, una prima volta, quando viene buttato giù dal treno in corsa da un corpulento e determinato avversario.
Da quel momento continuare a sorvegliare la donna diventerà per Mac più difficile, avendo "perso il treno", e doloroso, a causa di una seria slogatura alla caviglia. E con l'arrivo quasi rocambolesco a Los Angeles, la faccenda si complica ulteriormente.

## Opere derivate
Il romanzo ha ispirato l'episodio della serie televisiva Cannon, prima stagione, intitolato Death Is a Double-Cross, diretto da Richard Donner e trasmesso dalla CBS il 7 dicembre 1971.

## Edizioni in italiano
- Thomas B. Dewey, Morire è un po' partire, Mondadori, Milano
- Thomas B. Dewey, Morire è un po' partire; Chicago e sempre Chicago; Piu morto che vivo, A. Mondadori, Milano 1966
- Thomas B. Dewey, Morire è un po' partire, traduzione di Laura Grimaldi, A. Mondadori, Milano 2012